# Вьейра, Марсио
Марсио Вьейра де Васконселос (кат. Marcio Vieira de Vasconcelos; род. 10 октября 1984, Марку-ди-Канавезиш, Порту, Португалия) — андоррский футболист, игравший на позиции полузащитника. Выступал за сборную Андорры.
Его младший брат Шавьер Вьейра (род. 1992) — футболист, полузащитник португальского «Аркозелу» и сборной Андорры.

## Биография

### Клубная карьера
Занимался в молодёжной команде клуба «Марку». После играл на профессиональном уровне за клуб «Марку». Затем играл в командах из низших лиг чемпионата Испании — «Эивисса-Ибиса» и «Теруэль». С 2008 по 2023 год — игрок клуба «Атлетико» (Монсон).

### Карьера в сборной
В национальной сборной Андорры играет с 2005 года. В 2006 году сыграл в двух матчах предварительного этапа квалификации на молодёжный чемпионат Европы 2007 против Исландии. В которых Андорра одержала поражение (0:2).